# Lee Daniel Crocker
Lee Daniel Crocker är en amerikansk programmerare, pokerspelare och amatörfilosof. Crocker är mest känd för att ha skrivit om koden som Wikipedia använde sig av, vilket i juli 2002 resulterade i att han hade skapat MediaWiki, den serverprogramvara som Wikipedia använder idag. Denna omkodning innebar att Wikipedia gick in i något som kallas "fas 3".